# ジェームズ・ステュアート＝ウォートリー (初代ウォーンクリフ男爵)
初代ウォーンクリフ男爵ジェームズ・アーチボルド・ステュアート=ウォートリー=マッケンジー（英: James Archibald Stuart-Wortley-Mackenzie, 1st Baron Wharncliffe,PC、1776年10月6日 - 1845年12月19日）は、イギリスの軍人、政治家。ピール内閣で王璽尚書や枢密院議長を歴任した。

## 生涯
陸軍大佐ジェームズ・ステュアート（Col.James Stuart、第3代ビュート伯爵の息子）とマーガレット・カニンガム（Margaret Cunynghame、サー・デイビッド・カニンガムの娘）との長男として生まれた。父方の祖母にビュート伯爵夫人メアリー、曾祖母に著述家メアリー・モンタギューがいる。父ジェームズは母方のウォートリーを姓に加えたのち、さらにマッケンジー姓も付け加えている。
彼も父と同じく陸軍に入り、1790年に第48歩兵連隊付を拝命した。1791年に第7歩兵連隊に転任したのち、1793年には第72ハイランダーズ連隊付大尉の階級を購入している。1797年に中佐に進級したほか、半年後に第12歩兵連隊付大佐に昇進した。同年中に近衛連隊グレナディアガーズに移ったが、1801年には陸軍を退いた。

### 議員当選後
1797年にコーンウォール州ボシニーの腐敗選挙区から立候補して当選、トーリー党に属する庶民院議員に就任して1818年までその議席を保った。1818年にヨークシャー選挙区に鞍替えして議席を維持した。
1812年にスペンサー・パーシヴァル首相が暗殺されると、彼は「より強くより効率的な政府(stronger and more efficient administration)」を求める決議を積極的に主導した。摂政ジョージはこの決議を受けて初代ウェルズリー侯爵に大命降下したが、侯爵は組閣に失敗した。そのため、第2代リヴァプール伯爵率いるトーリーが政権を続投することとなった。ウォーンクリフはこの際にホイッグの非協力ぶりを嘲笑したという。その後は政治的に重要でない問題への関与に終始した。続くカトリック解放問題では解放派を熱心に支援している。1826年に落選後、ヨーク州ウォートリーのウォーンクリフ男爵に叙されて貴族院に移籍した。

### 1832年改革法をめぐって

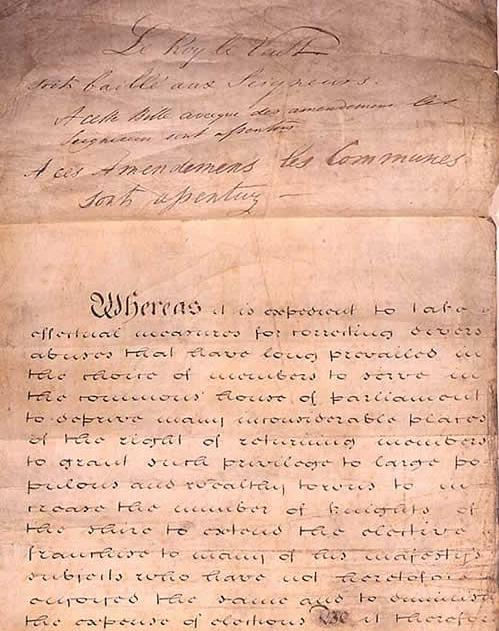
1832年改革法の記された羊皮紙の巻物。

1830年に中間層への選挙権拡大と腐敗選挙区廃止を求める第一次選挙法改正案が庶民院に提出された。貴族院に属するウォーンクリフは法案に否定的であったが、庶民院での法案否決後はグレイ内閣による解散総選挙を憂慮していたという。彼の思いとは裏腹に、政権を握るグレイ首相は国民のお墨付きを得ようと解散に踏み切った。続く第二次選挙法案にも反対したものの、抵抗の不利を悟った彼は政府に接近して妥協案を示したが貴族院で反発を受けた。その後は自党内のリンドハースト卿の示した修正案に賛意を示すなど、どっち付かずの態度を見せたためにトーリー・ホイッグ双方の怒りを買っている。他方、選挙法案は第三次改正案が提出されるとともに、政府側が法案を可決すべく貴族創家も辞さない姿勢を示した。これを受けて、初代ウェリントン公爵も説得に動いたのち、貴族側も折れて法案可決に漕ぎ着けている。

### ピール内閣の閣僚として
サー・ロバート・ピールが1834年に政権を発足させるとウォーンクリフも王璽尚書として入閣した。翌年の第一次ピール内閣総辞職に伴って尚書職を退くと、後任のメルバーン政権を批判し続けた。ピールが1841年に政権を奪還すると彼も枢密院議長に任じられている。しかし彼はこうしたポストに不満を抱いており、より重要な閣僚職への就任を望んでいたという。議長在職中にはコーンウォール公領改革を目指す王配アルバート公に協力してコーンウォール州に土地を持つ貴族らとの利害調整を行ったとされる。その成果は1844年コーンウォール公領法に結実して公領改革につながった。また、穀物法廃止論争を巡っては強硬な反対閣僚の一人であったが、ピール首相はウォーンクリフが最終的には納得して閣内に残ってくれると考えていたという。しかし、その論争の解決を見ないまま1845年に痛風と脳卒中のために69歳で急逝した。爵位は長男のジョンが継承した。

## 人物
- 著述家チャールズ・グレヴィル（英語版）は「ウォーンクリフには富も影響力も優れた才能もなく彼自身の党でも人気がない。（ただ、）彼は快活で思慮ぶかく政治に熱心にして公平、筋の通ったカントリージェントルマンである。その節度と誠実さのおかげで閣僚らの輪に加わることができた。それゆえ我が国に必要不可欠な奉仕をもたらしうる」と評した[14]。
- 『完全貴族名鑑』は「貴族院における実質的指導者だったが成功した訳ではない」と評している[2]。

## 家族

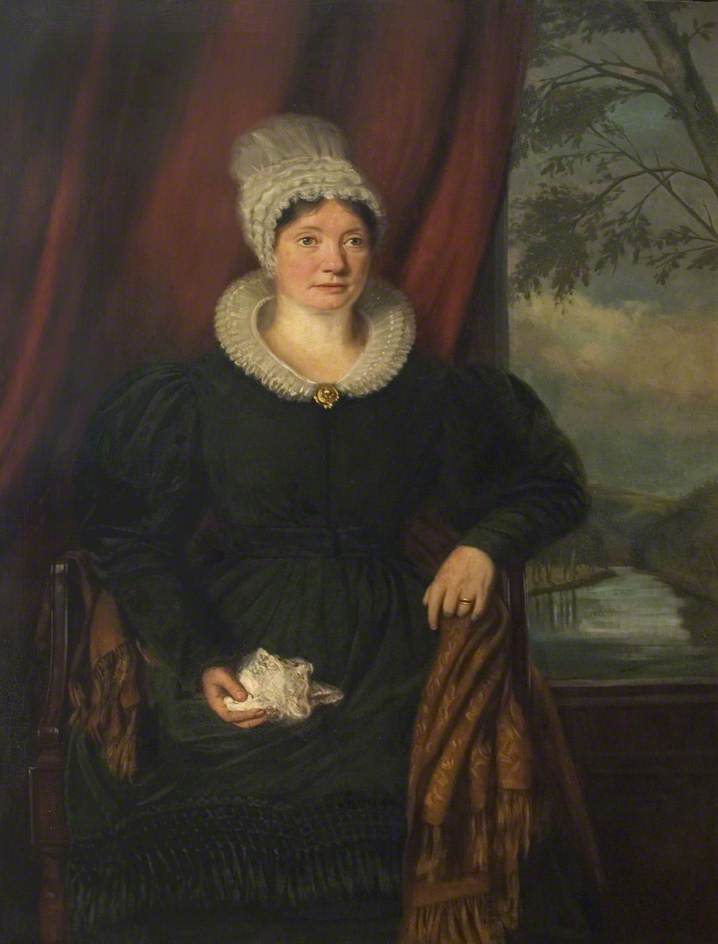
エリザベス夫人を描いた肖像画。

1799年5月30日にエリザベス・クライトン（Elizabeth Caroline Mary Crichton、1779年3月5日 - 1856年4月23日、初代アーン伯爵の娘）と結婚した。夫妻は三男一女を儲けている。
- （長男）ジョン（1801年4月23日 - 1855年10月22日）- 第2代ウォーンクリフ男爵
- （次男）チャールズ・ジェームズ（英語版）（1802年6月3日 - 1844年5月22日）
- （三男）ジェームズ・アーチボルド（英語版）（1805–1881）- 庶民院議員、法務次官（英語版）を務めた。
- （長女）キャロライン・ジェーン（1876年6月12日没）